# Хемадаці
Ема даці або ема датсі, або ема датші  (англ. Ema datshi; Dzongkha: ཨེ་མ་དར་ཚིལ་), або хемадаці – національна страва бутанської кухні, яку готують зі свіжого зеленого гострого перцю та сиру зі старого коров'ячого молока або сиру з молока яка. На мові дзонг-ке (Бутан) ема означає перець чилі, а даці – сир.
Сир, який використовується при приготуванні хемадаці, можна знайти тільки в Бутані. Його виробляють бутанські селяни в своїх домашніх господарствах. Сир має унікальний склад, тому він не розчиняється під час варіння.
Ця страва вкрай гостра і подається з великою кількістю малопроваренного бутанського червоного або білого рису.

## Опис приготування
Для приготування страви беруть перець (зелений, червоний або білий) та сир з молока яка або коров’ячого молока.
Інгредієнти
- перець чилі – 250 гр.
- цибуля – 1 шт. (порізати соломкою)
- помідори – 2 шт.
- вода – 400 мл
- сир – 250 гр.
- часник – 5 зубчиків
- коріандр – 3 листочка
- олія – 2 ч. ложки

Порізати перець, покласти його з цибулею в каструлю, залити водою, додати олію. Довести до кипіння та варити ще 10 хв. Додати часник та помідори, варити ще 2 хв. Додати сир та варити 2-3 хв. Додати коріандр та зняти з вогню. Накрити кришкою на 2 хв..

## Інші рецепти
Якщо замість перцю взяти картоплю, то у такий спосіб можна отримати страву кева даці (Kewa datshi). Також замість перцю може бути горох, тоді це вже семчун даці (Semchun datshi). А якщо замість перцю взяти гриби, то це страва шаму даці (Shamu datshi).